# Vriesea schwackeana
Vriesea schwackeana là một loài thuộc chi Vriesea. Đây là loài đặc hữu của Brasil.

## Hình ảnh

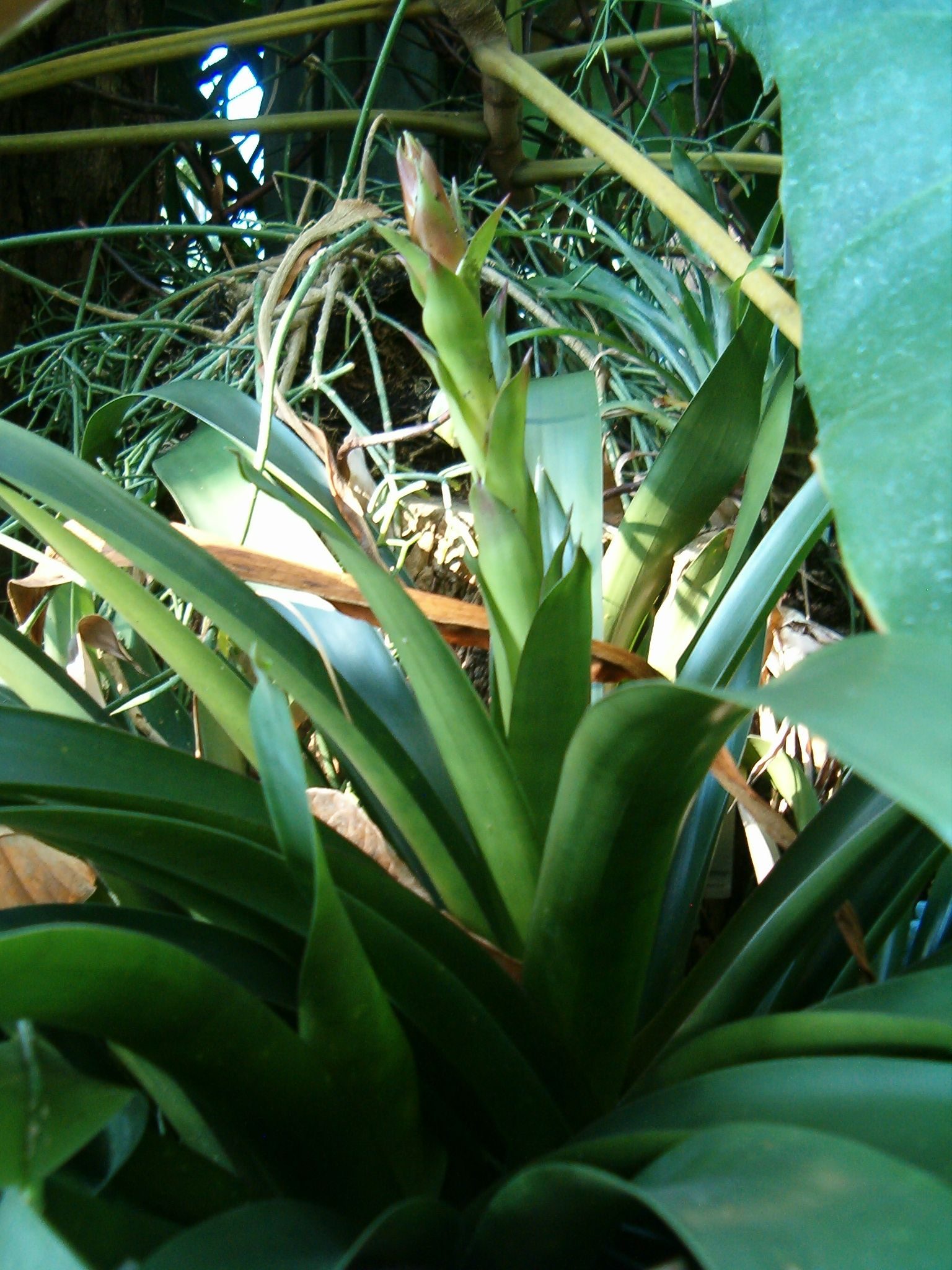

## Giống
- Vriesea 'Derek's Dilemma'
- Vriesea 'Fire Dance'
- Vriesea 'Forever Amber'
- Vriesea 'Golden Dawn'
- Vriesea 'Karamea Bronze Queen'
- Vriesea 'Lucky 13'
- Vriesea 'Maroon Dream'
- Vriesea 'Peace Maker'
- Vriesea 'Peach Perfection'
- Vriesea 'Plantation Pride'
- Vriesea 'Red Rocket'
- Vriesea 'Southern Belle'
- Vriesea 'Tango'
- Vriesea 'Touch of Gold'
- Vriesea 'Vista Charm'
- Vriesea 'War Bonnet'
- Vriesea 'Yellow Rebel'
- xVrieslandsia 'Gigant Flame'